# Бен-Шохам, Ицхак
Ицхак Бен-Шохам — полковник Армии Обороны Израиля, командир 188-й танковой бригады в период Войны судного дня. Родился в городе Измир (Турция). В 1950 репатриировался в Израиль. Жил в кибуце Тират-Цви, затем, после репатриации родителей, в Иерусалиме.
Погиб в бою 7 октября 1973 года, когда четыре танка штаба бригады, под его командованием, пытались сдержать наступление сирийских танков в районе военной базы Нафах. Посмертно награждён медалью «За отвагу» («Итур ха-Оз»). В том же бою погиб его заместитель, подполковник Давид Исраэли.